# 川上たけし
川上 たけし（かわかみ たけし、1967年11月5日 - ）は、日本の俳優。たむらプロ所属。

## 出演

### テレビドラマ
- 木曜ゴールデンドラマ
  - 松本清張の老春（1990年9月、読売テレビ/日本テレビ）
- 東北放送ドラマスペシャル ノーカ・ヌーボー'91（1991年3月、東北放送）
- 東芝日曜劇場
  - センチメンタル・ジャーニー（1991年4月、CBC/TBS）
- ヴァンサンカン・結婚（1991年7月 - 9月、フジテレビ）
- 眠らない森（1991年7月 - 9月、CBC/TBS）
- 世にも奇妙な物語 （フジテレビ）
  - ボクの好きな先生（1991年10月）
  - ガード下の出来事（1993年7月）
- 天下の副将軍水戸光圀 徳川御三家の激闘（1992年1月、テレビ東京）
- 大人は判ってくれない 「タクシー」（1992年2月、フジテレビ）
- 名探偵金田一耕助の傑作推理 悪魔が来りて笛を吹く（1992年4月、TBS）
- ジュニア・愛の関係（1992年4月 - 6月、フジテレビ） - 佐藤二郎 役
- 天使のように生きてみたい（1992年7月 - 9月、TBS）
- JTドラマBOX
  - ビーナスハイツ（1992年10月 - 1993年3月、毎日放送/TBS） - 小野寺良一 役
- 振り返れば奴がいる（1993年1月 - 3月、フジテレビ） - 前野健次 役
- 妻たちの劇場 スキャンダル（1993年6月 - 8月、フジテレビ）
- もう涙は見せない（1993年10月 - 12月、フジテレビ）
- 金曜エンタテイメント
  - 龍は眠る（1994年4月、フジテレビ）
  - 女怪（1996年4月、フジテレビ）
- 警部補・古畑任三郎 第5話「汚れた王将」（1994年5月、フジテレビ） - 記録係 役
- 土曜ワイド劇場
  - そして誰もいなくなる（1994年10月、テレビ朝日）
- ドラマ30
  - 風たちの遺言（1995年4月 - 5月、CBC） - せんべい 役
  - 幼稚園ゲーム 〜お受験します!〜（2001年2月 - 3月、CBC/TBS） - 松木 役
- 風の刑事・東京発! 第16話「美人女医の秘密 還らぬ恋人」（1996年2月、テレビ朝日）
- HTBスペシャルドラマ 黒い瞳（1999年8月、北海道テレビ放送） - 杉岡信一 役
- キッズ・ウォースペシャル 〜ざけんなよ〜（2002年7月、CBC/TBS） - 野崎平二 役
- Deep Love 〜アユの物語〜 第1話（2004年10月、テレビ東京）
- 月曜ミステリー劇場 十津川警部シリーズ33・東北新幹線「はやて」殺人事件（2004年12月、TBS）
- 林家三平ものがたり おかしな夫婦でどうもスィマセーン!（2006年8月、テレビ東京）
- 月曜ゴールデン 上条麗子の事件推理7・死を呼ぶ越中富山の湯（2010年6月、TBS）
- 相棒 season10 第5話「消えた女」（2011年11月、テレビ朝日）
- 警視庁捜査一課9係 season7 第5話「秘密の似顔絵」（2012年8月、テレビ朝日） - 藤堂良治 役
- 三つの月（2015年、CBC/TBS） - 鎌田晋吾

### 映画
- シャ乱Qの演歌の花道（1997年）
- 東京爆弾（2000年）

### 舞台
- 裸足で散歩（1991年、シアターサンモール）
- がしんたれ（1994年7月 - 8月、芸術座）
- 恋忘れ草（1997年1月 - 2月、芸術座）
- 三婆（芸術座）
- JIRO-CHO（2003年10月 - 11月、博品館劇場）
- 清水の次郎長外伝 〜恋女房お蝶の奮闘記〜（2006年4月、三越劇場）

### CM
- サントリー 「マグナムドライ」
- 関西電力
- 小田急電鉄 「小田急ロマンスカー」